# سیارک ۷۰۱۱
سیارک ۷۰۱۱ (به انگلیسی: 7011 Worley، نامگذاری:1987SK1) هفت هزار و یازدهمین سیارک کشف شده‌است که در ۲۱ سپتامبر ۱۹۸۷ کشف شد.
قدر مطلق سیارک برابر ۱۴٫۱۰ است.